# 長命と短命について
『長命と短命について』（ちょうめいとたんめいについて、希: Περὶ μακροβιότητος καὶ βραχυβιότητος、羅: De longitudine et brevitate vitae、英: On Length and Shortness of Life）とは、アリストテレス名義の自然学短篇著作の1つであり、『自然学小論集』を構成する7篇の内の1つ。

## 構成
全6章から成る。
- 第1章 - 本篇の問題。長命と短命の原因。健康・病気との関係。類的差異と種的差異。
- 第2章 - 死滅の性質。付随的か自然的か。霊魂・身体と死滅。
- 第3章 - 死滅の原因としての内在的対立。内在的対立による剰余の産出と変化。
- 第4章 - 身体の大小と生命の長短の関連性。有血・有足、さらにその中の大なるものが比較的長命。
- 第5章 - 死滅の原因としての乾・寒。種子の寡多と生命の長短。
- 第6章 - 植物が動物より長命な理由。植物・昆虫との比較。

## 日本語訳
- 『アリストテレス全集6』 岩波書店、1968年